# Distrito de Épernay
El distrito de Épernay es un distrito (en francés arrondissement) de Francia, que se localiza en el departamento de Marne, de la región de Champaña-Ardenas (en francés Champagne-Ardenne). Cuenta con 11 cantones y 164 comunas.

## División territorial

### Cantones
Los cantones del distrito de Épernay son:
1. Cantón de Anglure
2. Cantón de Avize
3. Cantón de Ay
4. Cantón de Dormans
5. Cantón de Épernay-1
6. Cantón de Épernay-2
7. Cantón de Esternay
8. Cantón de Fère-Champenoise
9. Cantón de Montmirail
10. Cantón de Montmort-Lucy
11. Cantón de Sézanne

### Comunas
| 1. Allemanche-Launay-et-Soyer (51004) | 2. Allemant (51005)                        | 3. Anglure (51009)                  | 4. Angluzelles-et-Courcelles (51010)               |
| 5. Avize (51029)                      | 6. Bagneux (51032)                         | 7. Le Baizil (51033)                | 8. Bannay (51034)                                  |
| 9. Bannes (51035)                     | 10. Barbonne-Fayel (51036)                 | 11. Baudement (51041)               | 12. Baye (51042)                                   |
| 13. Beaunay (51045)                   | 14. Bergères-sous-Montmirail (51050)       | 15. Béthon (51056)                  | 16. Boissy-le-Repos (51070)                        |
| 17. Bouchy-Saint-Genest (51071)       | 18. Boursault (51076)                      | 19. Le Breuil (51085)               | 20. Broussy-le-Grand (51090)                       |
| 21. Broussy-le-Petit (51091)          | 22. Broyes (51092)                         | 23. Brugny-Vaudancourt (51093)      | 24. La Caure (51100)                               |
| 25. La Celle-sous-Chantemerle (51103) | 26. Chaltrait (51110)                      | 27. Champaubert (51113)             | 28. Champguyon (51116)                             |
| 29. Champvoisy (51121)                | 30. Chantemerle (51124)                    | 31. La Chapelle-Lasson (51127)      | 32. La Chapelle-sous-Orbais (51128)                |
| 33. Charleville (51129)               | 34. Chavot-Courcourt (51142)               | 35. Chichey (51151)                 | 36. Chouilly (51153)                               |
| 37. Châtillon-sur-Morin (51137)       | 38. Clesles (51155)                        | 39. Coizard-Joches (51157)          | 40. Conflans-sur-Seine (51162)                     |
| 41. Congy (51163)                     | 42. Connantray-Vaurefroy (51164)           | 43. Connantre (51165)               | 44. Corfélix (51170)                               |
| 45. Corribert (51174)                 | 46. Corrobert (51175)                      | 47. Corroy (51176)                  | 48. Courcemain (51182)                             |
| 49. Courgivaux (51185)                | 50. Courjeonnet (51186)                    | 51. Courthiézy (51192)              | 52. Cramant (51196)                                |
| 53. Cuis (51200)                      | 54. Damery (51204)                         | 55. Dormans (51217)                 | 56. Escardes (51233)                               |
| 57. Esclavolles-Lurey (51234)         | 58. Les Essarts-le-Vicomte (51236)         | 59. Les Essarts-lès-Sézanne (51235) | 60. Esternay (51237)                               |
| 61. Euvy (51241)                      | 62. Faux-Fresnay (51243)                   | 63. Festigny (51249)                | 64. Flavigny (51251)                               |
| 65. Fleury-la-Rivière (51252)         | 66. Fontaine-Denis-Nuisy (51254)           | 67. La Forestière (51258)           | 68. Fromentières (51263)                           |
| 69. Fère-Champenoise (51248)          | 70. Fèrebrianges (51247)                   | 71. Le Gault-Soigny (51264)         | 72. Gaye (51265)                                   |
| 73. Gionges (51271)                   | 74. Gourgançon (51276)                     | 75. Granges-sur-Aube (51279)        | 76. Grauves (51281)                                |
| 77. Haussimont (51285)                | 78. Igny-Comblizy (51298)                  | 79. Les Istres-et-Bury (51302)      | 80. Janvilliers (51304)                            |
| 81. Joiselle (51306)                  | 82. Lachy (51313)                          | 83. Lenharrée (51319)               | 84. Leuvrigny (51320)                              |
| 85. Linthelles (51323)                | 86. Linthes (51324)                        | 87. Mancy (51342)                   | 88. Marcilly-sur-Seine (51343)                     |
| 89. Mardeuil (51344)                  | 90. Mareuil-en-Brie (51345)                | 91. Mareuil-le-Port (51346)         | 92. Margny (51350)                                 |
| 93. Marigny (51351)                   | 94. Marsangis (51353)                      | 95. Le Meix-Saint-Epoing (51360)    | 96. Le Mesnil-sur-Oger (51367)                     |
| 97. Moeurs-Verdey (51369)             | 98. Mondement-Montgivroux (51374)          | 99. Montgenost (51376)              | 100. Monthelon (51378)                             |
| 101. Montmirail (51380)               | 102. Montmort-Lucy (51381)                 | 103. Montépreux (51377)             | 104. Morangis (51384)                              |
| 105. Morsains (51386)                 | 106. Moslins (51387)                       | 107. Moussy (51390)                 | 108. Mécringes (51359)                             |
| 109. Nesle-la-Reposte (51395)         | 110. Nesle-le-Repons (51396)               | 111. Neuvy (51402)                  | 112. La Noue (51407)                               |
| 113. Œuilly (51410)                   | 114. Oger (51411)                          | 115. Ognes (51412)                  | 116. Oiry (51413)                                  |
| 117. Orbais-l'Abbaye (51416)          | 118. Oyes (51421)                          | 119. Pierry (51431)                 | 120. Pleurs (51432)                                |
| 121. Plivot (51434)                   | 122. Potangis (51443)                      | 123. Péas (51426)                   | 124. Queudes (51451)                               |
| 125. Reuves (51458)                   | 126. Rieux (51460)                         | 127. Réveillon (51459)              | 128. Saint-Bon (51473)                             |
| 129. Saint-Just-Sauvage (51492)       | 130. Saint-Loup (51495)                    | 131. Saint-Martin-d'Ablois (51002)  | 132. Saint-Quentin-le-Verger (51511)               |
| 133. Saint-Remy-sous-Broyes (51514)   | 134. Saint-Saturnin (51516)                | 135. Saron-sur-Aube (51524)         | 136. Saudoy (51526)                                |
| 137. Soizy-aux-Bois (51542)           | 138. Suizy-le-Franc (51560)                | 139. Sézanne (51535)                | 140. Talus-Saint-Prix (51563)                      |
| 141. Thaas (51565)                    | 142. Le Thoult-Trosnay (51570)             | 143. Troissy (51585)                | 144. Tréfols (51579)                               |
| 145. Vassimont-et-Chapelaine (51594)  | 146. Vauchamps (51596)                     | 147. Vauciennes (51597)             | 148. Venteuil (51605)                              |
| 149. Verdon (51607)                   | 150. Verneuil (51609)                      | 151. La Ville-sous-Orbais (51639)   | 152. Villeneuve-Saint-Vistre-et-Villevotte (51628) |
| 153. Villeneuve-la-Lionne (51625)     | 154. La Villeneuve-lès-Charleville (51626) | 155. Villers-aux-Bois (51630)       | 156. Villevenard (51641)                           |
| 157. Villiers-aux-Corneilles (51642)  | 158. Vinay (51643)                         | 159. Vincelles (51644)              | 160. Vindey (51645)                                |
| 161. Vouarces (51652)                 | 162. Le Vézier (51618)                     | 163. Épernay (51230)                | 164. Étoges (51238)                                |